# Record d'Europe de natation messieurs du 4 × 200 mètres nage libre
Progression du record du monde de natation sportive messieurs pour l'épreuve du 4 × 200 mètres nage libre en bassin de 50 et 25 mètres.

## Bassin de50 mètres
| Temps         | Laps          | Athlète               | Naissance | Âge | Nationalité          | Compétition               | Lieu        | Date            |
| ------------- | ------------- | --------------------- | --------- | --- | -------------------- | ------------------------- | ----------- | --------------- |
| 7 min 15 s 73 |               |                       |           |     | Allemagne de l'Ouest | Jeux olympiques (f)       | Los Angeles | 30 juillet 1984 |
|               | 1 min 49 s 83 | Thomas Fahrner        | 1963      | 21  |                      |                           |             |                 |
|               | 1 min 48 s 75 | Dirk Korthals         |           |     |                      |                           |             |                 |
|               | 1 min 50 s 26 | Alexander Schowtka    |           |     |                      |                           |             |                 |
|               | 1 min 46 s 89 | Michael Gross         | 1964      | 20  |                      |                           |             |                 |
| …             |               |                       |           |     |                      |                           |             |                 |
| …             |               |                       |           |     |                      |                           |             |                 |
| 7 min 10 s 86 |               |                       |           |     | Italie               | Championnats du monde     | Fukuoka     | 27 juillet 2001 |
|               | 1 min 48 s 19 | Emiliano Brembilla    | 1978      | 23  |                      |                           |             |                 |
|               | 1 min 48 s 02 | Matteo Pelliciari     | 1979      | 22  |                      |                           |             |                 |
|               | 1 min 47 s 97 | Andrea Beccari        | 1978      | 23  |                      |                           |             |                 |
|               | 1 min 46 s 68 | Massimiliano Rosolino | 1978      | 23  |                      |                           |             |                 |
| 7 min 09 s 60 |               |                       |           |     | Italie               | Championnats d'Europe     | Budapest    | 5 août 2006     |
|               | 1 min 47 s 16 | Massimiliano Rosolino | 1978      | 28  |                      |                           |             |                 |
|               | 1 min 47 s 87 | David Berbotto        | 1980      | 26  |                      |                           |             |                 |
|               | 1 min 47 s 56 | Nicola Cassio         | 1985      | 21  |                      |                           |             |                 |
|               | 1 min 47 s 01 | Filippo Magnini       | 1982      | 24  |                      |                           |             |                 |
| 7 min 07 s 84 |               |                       |           |     | Italie               | Jeux olympiques (s)       | Pékin       | 12 août 2008    |
|               | 1 min 48 s 76 | Nicola Cassio         | 1985      | 23  |                      |                           |             |                 |
|               | 1 min 45 s 82 | Marco Belotti         | 1988      | 20  |                      |                           |             |                 |
|               | 1 min 46 s 46 | Emiliano Brembilla    | 1978      | 30  |                      |                           |             |                 |
|               | 1 min 46 s 80 | Massimiliano Rosolino | 1978      | 30  |                      |                           |             |                 |
| 7 min 03 s 70 |               |                       |           |     | Russie               | Jeux olympiques (f)       | Pékin       | 13 août 2008    |
|               | 1 min 46 s 64 | Nikita Lobintsev      | 1988      | 20  |                      |                           |             |                 |
|               | 1 min 46 s 56 | Evgeny Lagunov        | 1985      | 23  |                      |                           |             |                 |
|               | 1 min 45 s 85 | Danila Izotov         | 1991      | 17  |                      |                           |             |                 |
|               | 1 min 44 s 65 | Alexander Sukhorukov  | 1988      | 20  |                      |                           |             |                 |
| 6 min 59 s 15 |               |                       |           |     | Russie               | Championnats du monde (f) | Rome        | 31 juillet 2009 |
|               | 1 min 45 s 10 | Nikita Lobintsev      | 1988      | 21  |                      |                           |             |                 |
|               | 1 min 45 s 42 | Michail Polishuk      |           |     |                      |                           |             |                 |
|               | 1 min 44 s 48 | Danila Izotov         | 1991      | 18  |                      |                           |             |                 |
|               | 1 min 44 s 15 | Alexander Sukhorukov  | 1988      | 21  |                      |                           |             |                 |
| 6 min 58 s 58 |               |                       |           |     | Royaume-Uni          | Jeux olympiques (f)       | Tokyo       | 28 juillet 2021 |
|               | 1 min 45 s 72 | Thomas Dean           | 2000      | 21  |                      |                           |             |                 |
|               | 1 min 44 s 40 | James Guy             | 1995      | 25  |                      |                           |             |                 |
|               | 1 min 45 s 01 | Matthew Richards      | 2002      | 18  |                      |                           |             |                 |
|               | 1 min 43 s 45 | Duncan Scott          | 1997      | 24  |                      |                           |             |                 |

## Bassin de25 mètres
| Temps            | Laps          | Athlète               | Naissance | Âge | Nationalité | Compétition               | Lieu       | Date             |
| ---------------- | ------------- | --------------------- | --------- | --- | ----------- | ------------------------- | ---------- | ---------------- |
| 6 min 59 s 08    |               |                       |           |     | Italie      | Championnats du monde     | Shanghai   | 6 avril 2006     |
|                  | 1 min 44 s 92 | Massimiliano Rosolino | 1978      | 28  |             |                           |            |                  |
|                  | 1 min 45 s 43 | Matteo Pelliciari     | 1979      | 27  |             |                           |            |                  |
|                  | 1 min 45 s 40 | Nicola Cassio         | 1985      | 21  |             |                           |            |                  |
|                  | 1 min 43 s 33 | Filippo Magnini       | 1982      | 24  |             |                           |            |                  |
| 6 min 56 s 52    |               |                       |           |     | Royaume-Uni | Championnats du monde (f) | Manchester | 10 avril 2008    |
|                  | 1 min 44 s 83 | Robert Renwick        |           |     |             |                           |            |                  |
|                  | 1 min 44 s 19 | David Carry           |           |     |             |                           |            |                  |
|                  | 1 min 44 s 04 | Andrew Hunter         |           |     |             |                           |            |                  |
|                  | 1 min 43 s 46 | Ross Davenport        |           |     |             |                           |            |                  |
| 6 min 49 s 04 RM |               |                       |           |     | Russie      | Championnats du monde (f) | Dubaï      | 16 décembre 2010 |
|                  | 1 min 42 s 10 | Nikita Lobintsev      |           |     |             |                           |            |                  |
|                  | 1 min 42 s 15 | Danila Izotov         |           |     |             |                           |            |                  |
|                  | 1 min 42 s 32 | Evgeny Lagunov        |           |     |             |                           |            |                  |
|                  | 1 min 42 s 47 | Alexander Sukhorukov  |           |     |             |                           |            |                  |
| 6 min 46 s 84    |               |                       |           |     | Russie      | Championnats du monde (f) | Hangzhou   | 14 décembre 2018 |
|                  | 1 min 42 s 34 | Martin Malyutin       | 1999      | 19  |             |                           |            |                  |
|                  | 1 min 41 s 57 | Mikhail Vekovishchev  | 1998      | 20  |             |                           |            |                  |
|                  | 1 min 41 s 85 | Ivan Girev            | 2000      | 18  |             |                           |            |                  |
|                  | 1 min 41 s 08 | Aleksandr Krasnykh    | 1995      | 23  |             |                           |            |                  |